# Conferencia Episcopal de Nicaragua
La Conferencia Episcopal de Nicaragua CEN, es una institución de carácter permanente erigida por la Santa Sede, en donde los Obispos de Nicaragua que, como expresión del afecto colegial y en comunión permanente con la Santa Sede, ejercen unidos algunas funciones pastorales para promover el mayor bien que la Iglesia proporciona a los hombres, mediante formas y modos de apostolado acomodados a la realidad local. Goza de personalidad jurídica y comprende a los obispos que conforman la Provincia Eclesiástica de Nicaragua. El órgano colegiado está dirigido por una junta de gobierno que se llama Consejo Episcopal Permanente estructurado en presidente, vicepresidente y secretario. Los Estatutos de dicha organización establecen las obligaciones de los miembros de dicha organización eclesial.

## Departamentos
Los departamentos de la Conferencia Episcopal son los siguientes.:
1. Ecumenismo y Doctrina de la Fe.
2. Seminario y Religiosos.
3. Cáritas, Pastoral Carcelaria y Sanitaria.
4. Medios de Comunicación Social.
5. Movimientos Laicales, Laicos y Familia (Vida).
6. Juventud, Vocaciones y Ministerios.
7. Pastoral Urbano—Rural y Misiones.
8. Catequesis y liturgia.
9. Movilidad Humana y Justicia y Paz.
10. Cultura y Educación Católica.
11. Atención al Clero.

## Funciones
Son funciones de la Conferencia Episcopal de Nicaragua:
1. Intensificar, a nivel nacional la presencia dinámica de la Iglesia en la realidad actual y ofrecer, mediante sus Departamentos y Comisiones, los servicios que concretan dicha presencia.
2. Dictar decretos, normas y prescripciones o cuando así lo establezca un mandato especial de la Santa Sede (cfr. can. 455 §1).
3. Trazar las líneas generales de planificación pastoral, promover y estimular las iniciativas y obras que presenten un interés común.
4. Procurar el ordenado desarrollo de los organismos y movimientos cristianos con carácter nacional, favoreciendo así su oportuna coordinación con miras a una mayor eficacia.
5. Realizar consultas y deliberaciones de todo lo que concierne a la enseñanza, promoción y animación de las responsabilidades del cristiano en sus actuaciones concretas, a fin de facilitar el deber pastoral de los Obispos diocesanos ya que es deber propio de ellos el orientar y guiar al pueblo de Dios (cfr. can. 381).
6. Vigilar y administrar de conformidad con las normas del Derecho Canónico los bienes de la Iglesia que son propiedad de la Conferencia Episcopal.

## Diócesis de Nicaragua[3]
Las arquidiócesis y diócesis que están afiliadas a la Conferencia Episcopal de Nicaragua son las siguientes.
- Arquidiócesis de Managua.
- Diócesis de Estelí.
- Diócesis de Granada.
- Diócesis de Jinotega.
- Diócesis de Juigalpa.
- Diócesis de León.
- Diócesis de Matagalpa.
- Diócesis de Bluefields.
- Diócesis de Siuna.

## Directiva[4]
| Presidente                              | 1.er Vicepresidente             | Secretario General           | Ecónomo                                 |
| --------------------------------------- | ------------------------------- | ---------------------------- | --------------------------------------- |
| S.E.R. Carlos Enrique Herrera Gutiérrez | S.E.R. Cardenal Leopoldo Brenes | S.E.R. Jorge Solórzano Pérez | S.E.R. Marcial Humberto Guzmán Saballos |
| Obispo de Jinotega                      | Arzobispo de Managua            | Obispo de Granada            | Obispo de Juigalpa                      |

### Presidentes de departamentos[4]
| Áreas pastorales                         | Obispo que preside                     |
| ---------------------------------------- | -------------------------------------- |
| Cultura y educación                      | Mons. Sócrates René Sandigo Jirón      |
| Ecumenismo y Doctrina de la fe           | Mons. Isidoro del Carmen Mora Ortega   |
| Comunicación social                      | Mons. Rolando José Álvarez Lagos       |
| Vocaciones, vida consagrada, ministerios | Mons. Francisco José Tigerino Dávila   |
| Pastoral social                          | Mons. Sócrates René Sándigo            |
| Liturgia y catequesis                    | Mons. Jorge Solórzano Pérez            |
| Misiones                                 | Card. Leopoldo Brenes                  |
| Familia, vida y Tribunal Eclesiástico    | Mons. Marcial Humberto Guzmán Saballos |
| Juventud y laicos                        | Mons. Rolando José Álvarez Lagos       |
| Atención al clero                        | Mons. Francisco José Tigerino Dávila   |

### Delegados
- Delegado para el Concejo Episcopal Latinoamericano -- Monseñor Juan Abelardo Mata Guevara SDB.
- Delegado para el Sínodo de la Juventud

Monseñor David Albin Zywiec Sidor OFM, cap
- Suplente para el Sínodo de la Juventud - Mons. Enrique Herrera.

## Miembros[5]
Son miembros de la Conferencia Episcopal de Nicaragua (CEN):
- Todo los Arzobispos y Obispos residenciales, los Administradores y Vicarios Apostólicos, los Administradores Diocesanos, y los demás que por derecho se equiparan a los Obispos Diocesanos.
- Los Arzobispos y Obispos Coadjutores y Auxiliares.
- Los Obispos Titulares que ejerzan un oficio pastoral al servicio de toda la Iglesia en Nicaragua, por encargo de la Santa Sede o de la Conferencia Episcopal. (art. N° 2)

| ARZOBISPO          |                                                   |                          |         |        |
| Foto               | Nombres y Apellidos                               | Arzobispo de             | Edad    | Escudo |
|                    | Emmo. Sr. Cardenal Leopoldo José Brenes Solórzano | Arquidiócesis de Managua | 76 años |        |
| OBISPOS            |                                                   |                          |         |        |
| Foto               | Nombres y Apellidos                               | Obispo de                | Edad    | Escudo |
|                    | Vacante temporalmente bajo Administrador          | Diócesis de Estelí       |         |        |
|                    | Excmo. Mons. Jorge Solórzano Pérez                | Diócesis de Granada      | 63 años |        |
|                    | Excmo. Mons. Carlos Enrique Herrera Gutiérrez     | Diócesis de Jinotega     | 76 años |        |
|                    | Excmo. Mons. Marcial Humberto Guzmán Saballos     | Diócesis de Juigalpa     | 60 años |        |
|                    | Excmo. Mons. René Sócrates Sándigo Jirón          | Diócesis de León         | 59 años |        |
|                    | Excmo. Mons. Rolando José Álvarez Lagos           | Diócesis de Matagalpa    | 58 años |        |
|                    | Excmo. Mons. Pablo Ervin Schmitz Simon            | Diócesis de Bluefields   | 81 años |        |
|                    | Excmo. Mons. Isidoro del Carmen Mora Ortega       | Diócesis de Siuna        | 51 años |        |
| OBISPOS AUXILIARES |                                                   |                          |         |        |
| Foto               | Nombres y Apellidos                               | Obispo Auxiliar de       | Edad    | Escudo |
|                    | Excmo. Mons. Silvio José Báez Ortega              | Arquidiócesis de Managua | 66 años |        |

### Obispos eméritos
Nota: Todo obispo diocesano que haya cumplido setenta y cinco años de edad debe presentar la renuncia de su oficio al sumo pontífice, el mismo tendrá en cuenta si la acepta o no, otra manera de ser emérito es por enfermedad u otra causa grave quedase disminuida su capacidad para desempeñar el gobierno de la diócesis.
| ARZOBISPOS EMÉRITOS           | ARZOBISPOS EMÉRITOS                       | ARZOBISPOS EMÉRITOS  | ARZOBISPOS EMÉRITOS |
| N.º                           | Nombres y Apellidos                       | Arzobispo emérito de | Edad                |
| ----------------------------- | ----------------------------------------- | -------------------- | ------------------- |
| 1                             |                                           |                      |                     |
| OBISPOS                       |                                           |                      |                     |
| N.º                           | Nombres y Apellidos                       | Obispo emérito de    |                     |
| 1                             | Excmo. Mons. Rubén López Ardón            | Diócesis de Estelí   | 90 años             |
| 2                             | Excmo. Mons. Bernardo Hombach Lütkermeier | Diócesis de Granada  | 91 años             |
| 3                             | Excmo. Mons. Juan Abelardo Mata Guevara.  | Diócesis de Estelí   | 75 años             |
| VICARIOS APOSTÓLICOS EMÉRITOS |                                           |                      |                     |
| N.º                           | Nombres y Apellidos                       | Vicario de           | Edad                |
| 1                             | NO HAY                                    |                      |                     |
| OBISPOS AUXILIARES            |                                           |                      |                     |
| N.º                           | Nombres y Apellidos                       | Obispo Auxiliar de   | Edad                |
| 1                             | NO HAY                                    |                      |                     |